# Симак, Евгений Петрович
Евге́ний Петро́вич Сима́к (24 июля 1925, Иман, Спасский уезд, Приморская губерния, СССР — 23 декабря 1982, Ленино, Крымская область, Украинская ССР, СССР) — советский передовик производства, машинист экскаватора строительства Цимлянского гидроузла Волго-Донского судоходного канала имени В. И. Ленина. Герой Социалистического Труда (1952).

## Биография
Родился 24 июля 1925 года в городе Иман, Приморского края.
С 1941 года начал свою трудовую деятельность в должности электрика и экскаваторщика на строительстве Рыбинского гидроузла. Проходил военную службу в рядах Красной армии в период Великой Отечественной войны. С 1945 был демобилизован из рядов Советской армии. 
С 1949 года начал работать экскаваторщиком на строительстве Цимлянского гидроузла. С 1949 по 1951 годы экскаватор «Уралец» с рулевым Е. П. Симаком сделал небольшой рекорд вынув из котлованов строящегося объекта около миллиона кубометров земли.  
19 сентября 1952 года Указом Президиума Верховного Совета СССР «за особые выдающиеся заслуги и самоотверженную работу по строительству и вводу в эксплуатацию Волго-Донского судоходного канала имени В. И. Ленина, Цимлянской гидроэлектростанции и сооружений для орошения первой очереди в 100 тысяч гектаров засушливых земель Ростовской области»  Евгений Петрович Симак был удостоен звания Героя Социалистического Труда с вручением Ордена Ленина и золотой медали «Серп и Молот».
С 1953 года Е. П. Симак работал машинистом экскаватора и заместителем начальника Управления стройки на строительстве Кайраккумской ГЭС  в Таджикской ССР. С 1957 года начал работать начальником участка и начальником управления механизированных работ на строительстве Перепадной ГЭС. С 1962 года был назначен начальником  управления механизированных работ на строительстве Нурекской ГЭС под руководством Управления строительства «Нурекгэсстрой». 
8 апреля 1960 года  Указом Президиума Верховного Совета СССР «за высокие трудовые достижения и перевыполнение плана»  Евгений Петрович Симак был награждён Медали «За трудовую доблесть».
Перед выходом на пенсию работал заместителем начальника строительства Крымской АЭС. 
С 1979 года жил в поселке Ленино Крымской области Украинской ССР. 
Скончался 23 декабря 1982 года в поселке Ленино Крымской области. Похоронен на старом кладбище в Ленино.

## Награды
- Медаль «Серп и Молот» (19.09.1952)
- Орден Ленина (19.09.1952)
- Медаль «За трудовую доблесть» (08.04.1960)

## Память
- В посёлке Ленино Крымской области Украинской ССР на доме где жил Е. П. Симак была установлена мемориальная доска